# Ahna O'Reilly
Pour les articles homonymes, voir O'Reilly.
Ahna O'Reilly, née le 21 septembre 1984, est une actrice américaine. Elle est surtout connue pour son rôle d'Elizabeth Leefolt dans La Couleur des sentiments (2011).

## Biographie

### Carrière
Ahna O'Reilly a commencé sa carrière en 2003. Elle est alors apparue dans plusieurs films, Dinocrocodile, la créature du lac, Nancy Drew, Sans Sarah, rien ne va ! et également dans des séries Les Experts : Manhattan, Vampire Diaries et Prime Suspect. En 2013, elle apparaît dans le biopic Jobs relatant la vie du créateur homonyme d'Apple Steve Jobs.

## Filmographie
- 2011 : La Couleur des sentiments (The Help) de Tate Taylor : Elizabeth Leefolt
- 2012 : The Time Being de Nenad Cicin-Sain
- 2013 : Fruitvale Station de Ryan Coogler : Katie
- 2013 : Miss Dial de David H. Steinberg : Concerned Pet Owner
- 2013 : Tandis que j'agonise (As I Lay Dying) de James Franco : Dewey Dell Bundren
- 2013 : Jobs de Joshua Michael Stern : Chris-Ann Brennan
- 2013 : CBGB de Randall Miller : Mary Harron
- 2013 : Lucky Them de Megan Griffiths : Charlotte
- 2014 : Broadway Therapy de Peter Bogdanovich : Elizabeth
- 2014 : The Sound and the Fury de James Franco : Caddy
- 2015 : Elvis and Nixon de Liza Johnson : une actrice
- 2016 : Les Insoumis (In Dubious Battle) de James Franco : Edie
- 2017 : Je ne vois que toi (All I See Is You) de Marc Forster
- 2019 : Scandale (Bombshell)  de Jay Roach : Julie Roginsky
- 2019 : The Morning Show : Ashley Brown (2 épisodes)
- 2022 : Là où chantent les écrevisses (Where the Crawdads Sing)  de Olivia Newman : Ma